# Jeruk (Selo)
Jeruk is een bestuurslaag in het regentschap Boyolali van de provincie Midden-Java, Indonesië. Jeruk telt 2738 inwoners (volkstelling 2010).